# 17 février en sport
17 janvier 17 mars
Chronologies thématiques
- Croisades
- Ferroviaires
- Disney

Le 17 février (48e jour de l'année) en sport.

## Événements

### XVIIesiècle
- 1689 :
  - (Calcio florentin) : grande partie de Calcio entre une équipe « européenne » et une équipe « asiatique ». Les Européens s’imposent.

### XIXesiècle
- 1883 :
  - (Baseball) : signature de l'Agrément national qui règlemente les rapports entre les principales ligues, notamment en matière de transfert de joueurs. La Ligue nationale, l'Association américaine et la Northwestern League sont signataires de cet accord.
  - (Rugby à XV /Tournoi britannique) : l'équipe d'Irlande est battue chez elle à Belfast par l'équipe d'Écosse sur le score de 1 à 0[1].

### XXesièclede1901à1950
- 1920 :
  - (Football) : à Bruxelles, l'équipe de Belgique s'impose 3-1 face à l'équipe d'Angleterre (amateurs).
- 1946 :
  - (Football) : 18 000 spectateurs se massent dans le stade Victor-Boucquey pour suivre le derby Lille-Lens. Nombre de spectateurs sont placés sur les toits des tribunes. Sous le poids de ces spectateurs, le toit d'une tribune s'effondre. 53 blessés sont à déplorer, et par miracle, aucun mort. Une fois les secours intervenus, le derby reprend, mais le stade est fermé pour réfection dans la foulée.

### XXesièclede1951à2000
- 1980 :
  - (Rallye automobile) : arrivée du Rallye de Suède.
- 1997 :
  - (Voile) : Christophe Auguin remporte le Vendée Globe en 105 jours, 20 heures, 31 minutes et 23 secondes et bat le précédent record de Titouan Lamazou.

### XXIesiècle
- 2008 :
  - (Natation) : à Sydney, lors des Championnats open du New South Wales State, Eamon Sullivan bat le record du monde du 50 m nage libre messieurs et le porte à 21 s 56.
  - (Natation) : à Columbia, lors des séries du Grand Prix du Missouri, Natalie Coughlin bat le record du monde du 100 m dos et le porte à 59 s 21.
- 2010 :
  - (JO d'hiver) : à Vancouver 6e jour de compétition. Voir 17 février aux Jeux olympiques de 2010.
- 2014 :
  - (JO d'hiver) : à Sotchi, 12e jour de compétition. Voir 17 février aux Jeux olympiques d'hiver de 2014.
- 2018 : 
  - (JO d'hiver) : à Pyeongchang en Corée du Sud, 10e jour de compétition.
- 2024 :
  - (Water-polo / Championnat du monde) : la Croatie remporte le Championnat du monde pour la troisième fois de son histoire après sa victoire 15-13 en finale contre l'Italie. L'Espagne s'adjuge la médaille de bronze suite à son succès 14-10 contre l'équipe de France en petite finale.

## Naissances

### XIXesiècle
- 1862 :
  - Eugen Schmidt, tireur à la corde et tireur sportif danois. Champion olympique du tir à la corde aux Jeux de Paris 1900. († 7 octobre 1931).
- 1884 :
  - Reinier Beeuwkes, footballeur néerlandais. Médaillé de bronze aux Jeux de Londres 1908. (19 sélections en équipe nationale). († 1er avril 1963).
- 1887 :
  - Kate Gillou, joueuse de tennis française. Victorieuse des Tournois de Roland Garros 1904, 1905, 1906 et 1908. († 1er janvier 1964).

### XXesièclede1901à1950
- 1914 :
  - René Vietto, cycliste sur route puis directeur sportif français. († 14 octobre 1988).
- 1916 :
  - Alexander Obolensky, joueur de rugby à XV anglais. (4 sélections en équipe nationale). († 29 mars 1940).
  - Don Tallon, joueur de cricket australien. (21 sélections en test cricket). († 7 septembre 1984).
- 1922 :
  - Oscar Plattner, cycliste sur piste suisse. Champion du monde de cyclisme sur piste de la vitesse amateur 1946 puis champion du monde de cyclisme sur piste de la vitesse professionnelle 1952. († 21 août 2002).
- 1925 :
  - Alfred Roques, joueur de rugby à XV français. Vainqueur des Tournois des Cinq Nations 1959, 1960, 1961 et 1962. (30 sélections en équipe de France). († 7 novembre 2004).
- 1929 :
  - Paul Meger, hockeyeur sur glace canadien.
- 1932 :
  - Aldo Quaglio, joueur de rugby à XV puis de rugby à XIII français. Vainqueur du Tournoi des cinq nations 1959. (13 sélections en équipe de France de rugby à XV et 17 en équipe de France de rugby à XIII). († 9 mars 2017).
- 1936 :
  - Jim Brown, joueur de foot U.S. américain. († 18 mai 2023).
- 1942 :
  - John Morton, pilote de courses automobile d'endurance américain.
- 1944 :
  - Jo Maso, joueur de rugby à XV puis entraîneur et dirigeant sportif français. Vainqueur du Grand Chelem 1968 et du Tournoi des cinq nations 1967. (25 sélections en équipe de France de rugby à XV).
  - Neil Young, footballeur anglais. Vainqueur de la Coupe d'Europe des vainqueurs de coupe 1970. († 3 février 2011).
- 1949 :
  - James Rutherford, hockeyeur sur glace puis dirigeant sportif canadien.

### XXesièclede1951à2000
- 1953 :
  - Pertti Karpinen, rameur finlandais. Champion olympique de skiff aux Jeux de Montréal 1976 puis aux Jeux de Moscou 1980 et aux Jeux de Los Angeles 1984. Champion du monde d'aviron en skiff 1979 et 1985.

- 1955 :

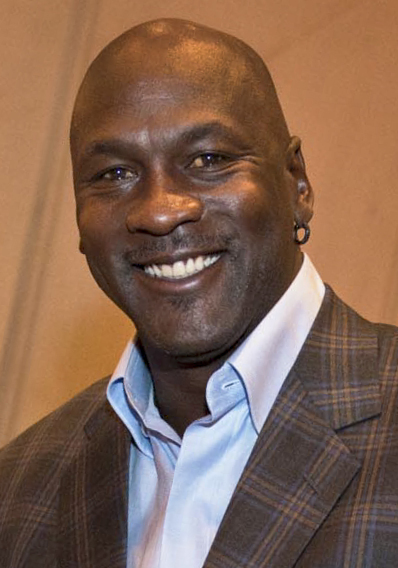
Michael Jordan.

  - Marcelo Trobbiani, footballeur puis entraîneur argentin. Champion du monde de football 1986. (11 sélections en équipe nationale).
- 1956 :
  - Eric Pécout, footballeur français. (5 sélections en équipe de France).
- 1960 :
  - Lindy Ruff, hockeyeur sur glace puis entraîneur canadien.
  - Bernard Santal, pilote de courses automobile d'endurance suisse.
- 1961 :
  - Mario Cusson, boxeur canadien. († 7 novembre 1996).

- 1963 :

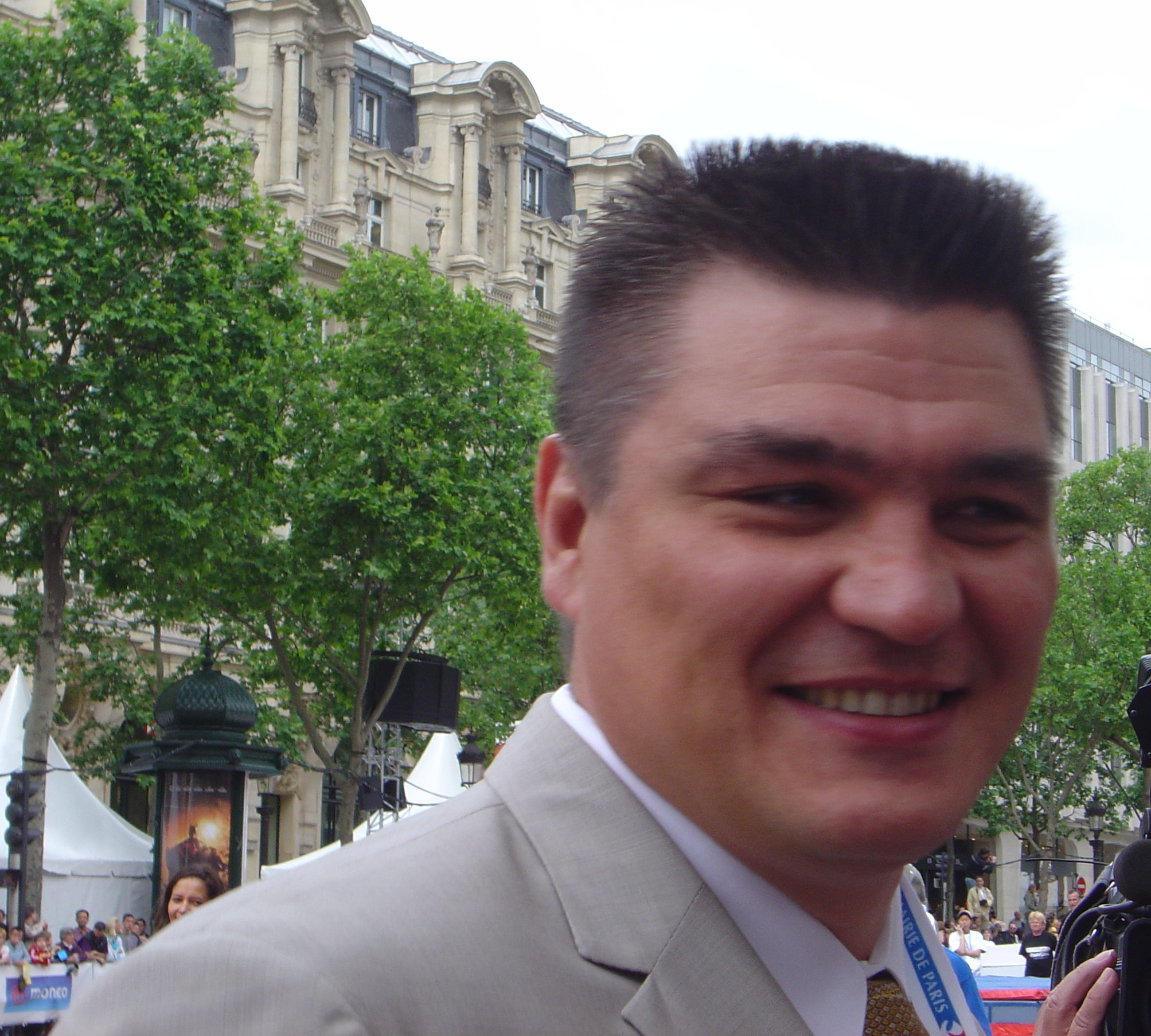
David Douillet.

  - Michael Jordan, basketteur américain. Champion olympique aux Jeux de Los Angeles 1984 et aux Jeux de Barcelone 1992. (39 sélections en équipe nationale).
- 1964 :
  - Thierry Laurey, footballeur puis entraîneur français.
- 1966 :
  - Luc Robitaille, hockeyeur sur glace puis dirigeant sportif canadien. Champion du monde de hockey sur glace 1994. Président du club des Lancers d'Omaha de 2006 à 2007.
- 1968 :
  - Jérôme Gnako, footballeur français. (2 sélections en équipe de France).
  - Ellen Kiessling, athlète de demi-fond allemande.
- 1969 :
  - David Douillet, judoka puis homme politique français. Médaillé de bronze des +95 kg aux Jeux de Barcelone 1992 puis champion olympique des +95 kg aux Jeux d'Atlanta 1996 et champion olympique des +100 kg aux Jeux de Sydney 2000. Champion du monde de judo des +95 kg 1993, champion du monde de judo des +95 kg et toutes catégories 1995 et champion du monde de judo des +95 kg 1997. Champion d'Europe de judo des +95 kg 1994. Ministre des sports de 2011 à 2012.
  - Niklas Eriksson, hockeyeur sur glace puis entraîneur suédois. Champion olympique aux Jeux de Lillehammer 1994.
  - Levon Kirkland, joueur de foot U.S. américain.
  - Vassili Koudinov, handballeur soviétique puis russe. Champion olympique aux Jeux de Barcelone 1992 et aux Jeux de Sydney 2000 puis médaillé de bronze aux Jeux d'Athènes 2004. Champion du monde de handball masculin 1993 et 1997. Champion d'Europe de handball masculin 1996. Vainqueur de la Coupe EHF 2001. (196 sélections en équipe nationale). († 11 février 2017).
- 1970 :
  - Philippe Bernat-Salles, joueur de rugby à XV puis entraîneur, consultant TV et dirigeant sportif français. Vainqueur du Grand Chelem 1998. (41 sélections en équipe de France). Président de la LNH depuis 2010.

- 1972 :

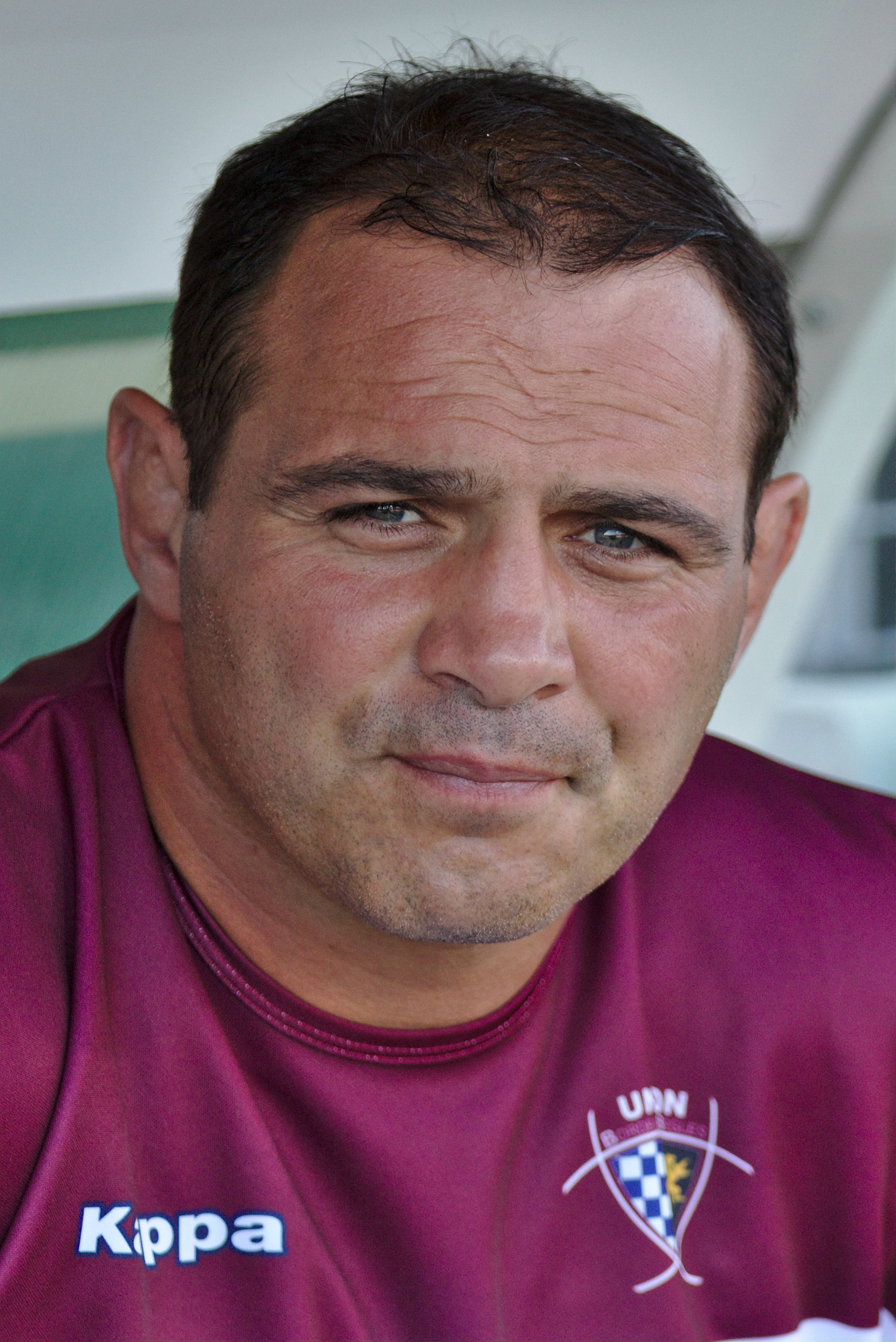
Raphaël Ibañez.

  - Philippe Candeloro, patineur artistique puis consultant TV français. Médaillé de bronze aux Jeux de Lillehammer 1994 et aux Jeux de Nagano 1998. Médaillé d'argent aux Championnats du monde de patinage artistique 1994 et de bronze aux Championnats du monde de patinage artistique 1995. Médaillé d'argent aux Championnats d'Europe de patinage artistique 1993 et 1997.
- 1973 :
  - Raphaël Ibañez, joueur de rugby à XV puis entraîneur et consultant TV français. Vainqueur des Tournois des Six Nations 2006 et 2007 et des Grand chelem 1998 et 2002. Vainqueur de Coupe d'Europe de rugby à XV 2007 et du Bouclier européen 2003. (98 sélections en équipe de France).
  - Hayley Tullett, athlète de demi-fond britannique.
- 1974 :
  - Frédéric Bolley, pilote de moto-cross français. Champion du monde de motocross 250cm³ 1999 et 2000.
- 1975 :
  - Václav Prospal, hockeyeur sur glace tchèque. Médaillé de bronze aux Jeux de Turin 2006. Champion du monde de hockey sur glace 2000 et 2005.
- 1976 :
  - Marco Seefried, pilote de courses automobile d'endurance allemand.
- 1978 :
  - Igor Kos, handballeur croate. (40 sélections en équipe nationale).
- 1979 :
  - Cara Black, joueuse de tennis zimbabwéenne.
- 1980 :
  - Lucas Borges, joueur de rugby à XV argentin. (32 sélections en équipe nationale).
  - Darren Fenn, basketteur américain.
  - Al Harrington, basketteur américain.

- 1981 :

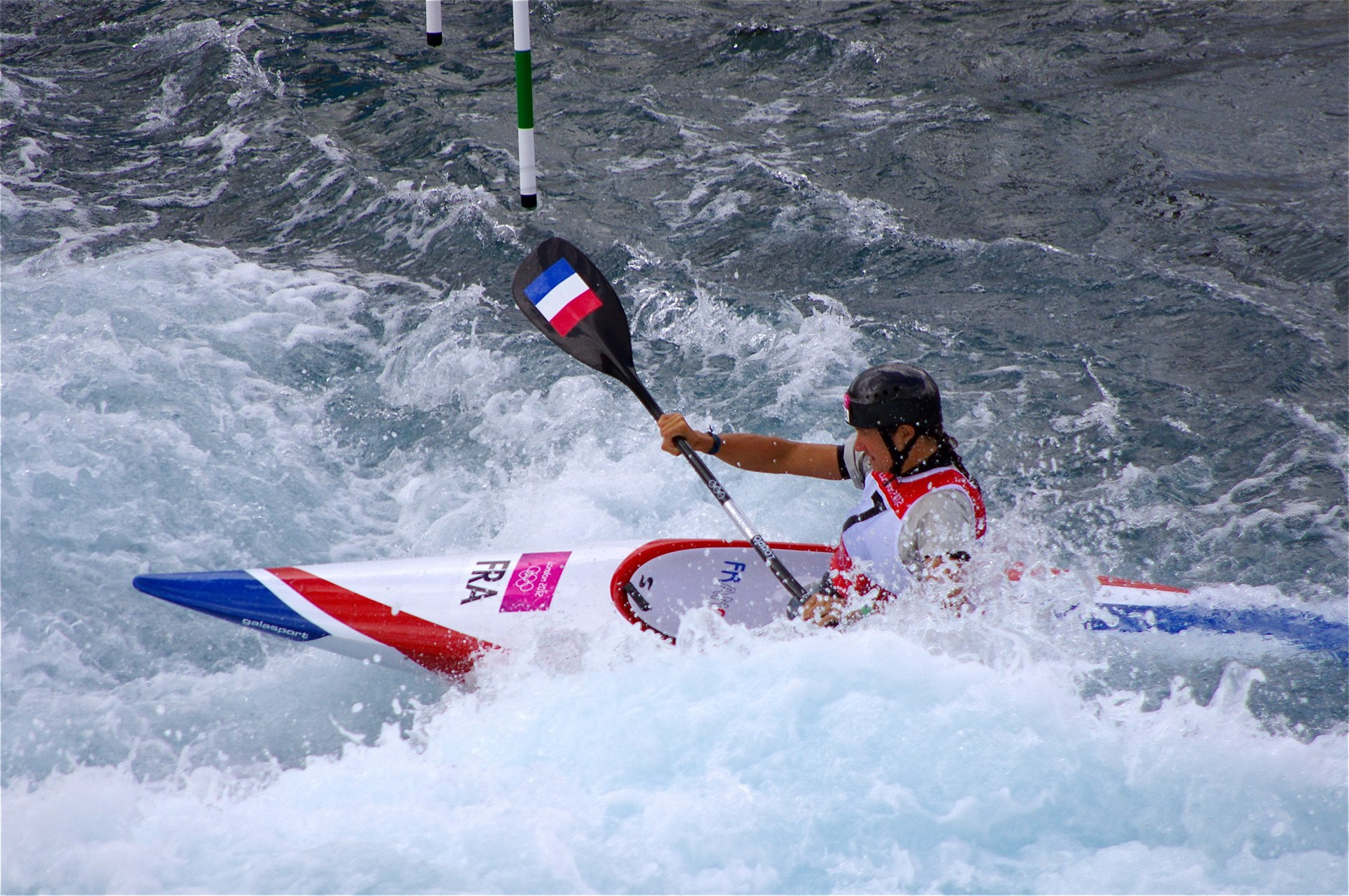
Émilie Fer.

  - Bernhard Eisel, cycliste sur route autrichien. Vainqueur de Paris-Bourges 2008 et Gand-Wevelgem 2010.
- 1982 :
  - Adriano, footballeur brésilien. Vainqueur de la Copa América 2004. (48 sélections en équipe nationale).
  - Mathieu Bigote, basketteur français.
  - Zeb Cope, basketteur britannico-américain.
- 1983 :
  - Émilie Fer, kayakiste française. Championne olympique en monoplace aux Jeux de Londres 2012. Championne du monde de slalom (canoë-kayak) par équipes 2006 et championne du monde de slalom (canoë-kayak) K1 2013.

- 1984 :

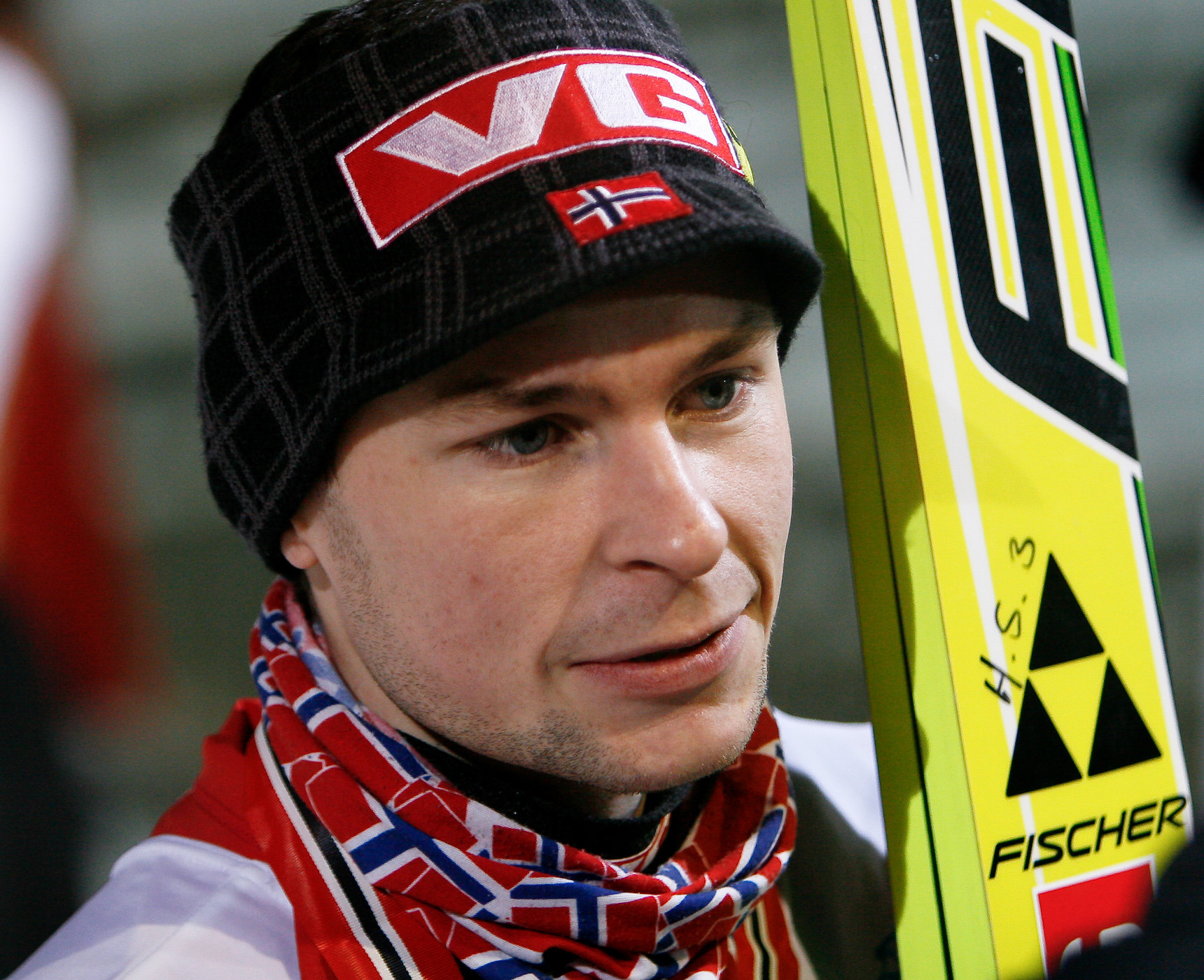
Anders Jacobsen.

  - Kenny Adeleke, basketteur nigérian.
  - Marcin Gortat, basketteur polonais.
  - Ásgeir Örn Hallgrímsson, handballeur islandais. Médaillé d'argent aux Jeux de Pékin 2008. Vainqueur de la Coupe EHF 2006. (237 sélections en équipe nationale).
  - Abdullahi Kuso, basketteur nigérian.
  - Steffi Lehmann, volleyeuse allemande.
  - Kurt Looby, basketteur antiguais.
  - Peter Mannino, hockeyeur sur glace américain.
- 1985 :
  - Anders Jacobsen, sauteur à ski norvégien. Médaillé de bronze par équipes aux Jeux de Vancouver 2010. Champion du monde de saut à ski pat équipes 2015.

- 1986 :

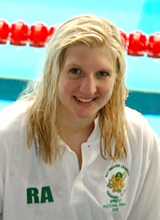
Rebecca Adlington.

  - Teddy Da Costa, hockeyeur sur glace franco-polonais.
  - Nelly Banco, athlète de sprint française. Médaillée d'argent du relais 4×100m aux championnats d'Europe d'athlétisme 2010.
- 1987 :
  - Joan Hartock, footballeur français.
  - Tim Swinson, joueur de rugby à XV écossais. (33 sélections en équipe nationale).
  - Ante Tomić, basketteur croate.
- 1988 :
  - Michael Frolik, hockeyeur sur glace tchèque.
- 1989 :
  - Rebecca Adlington, nageuse britannique. Championne olympique du 400m et du 800m nage libre aux Jeux de Pékin 2008 puis Médaillée de bronze du 400m et du 800m nage libre aux Jeux de Londres 2012. Championne du monde de natation du 800m nage libre 2011. Championne d'Europe de natation du 400m nage libre 2010.
  - Miguel Molina, pilote de courses automobile d'endurance espagnol.
- 1990 :
  - Marianne St-Gelais, patineuse de vitesse canadienne. Médaillée d'argent du 500m et du relais 3 000m aux Jeux de Vancouver 2010 puis médaillée d'argent du relais 3 000m aux Jeux de Sotchi 2014.
- 1991 :
  - Phil Pressey, basketteur américain.
- 1992 :
  - Bryan Colon, basketteur dominicain.
  - Beka Gigashvili, joueur de rugby à XV géorgien. Vainqueur du Challenge Cup 2023. (35 sélections en équipe nationale).
  - Motaz Hawsawi, footballeur saoudien. (9 sélections en équipe nationale).
- 1993 :
  - Jamal Jones, basketteur américain.
  - Marc Márquez, pilote de vitesse moto espagnol. Champion du monde de vitesse moto 125 cm³ 2010, champion du monde de vitesse moto (moto2) 2012 puis champion du monde de vitesse moto GP 2013, 2014, 2015, 2016 et 2017. (61 victoires en Grand Prix).
- 1995 :
  - Matt Campbell, pilote de courses automobile d'endurance australien.
  - Madison Keys, joueuse de tennis américaine.
  - Romain Mahieu, cycliste de BMX français. Médaillé de bronze du racing aux Jeux de Paris 2024. Champion du monde de BMX élite 2023.
  - Sony Michel, joueur de foot U.S. américain.
  - Stéphane Sparagna, footballeur français.
- 1997 :
  - Jordie Barrett, joueur de rugby à XV néo-zélandais. (20 sélections en équipe nationale).
  - Gaetano Castrovilli, footballeur italien. (3 sélections en équipe nationale).
  - Zeki Çelik, footballeur turc. (21 sélections en équipe nationale).
  - Anissa Lahmari, footballeuse franco-algéro-marocaine. (3 sélections avec l'équipe du Maroc).
- 1998 :
  - Kyle Edwards, footballeur anglais.
- 1999 :
  - Alex De Minaur, joueur de tennis australien.
  - Oscar Krusnell, footballeur suédois.

### XXIesiècle
- 2003 :
  - Styopa Mkrtchyan, footballeur arménien.
- 2004 :
  - Marwan Al-Sahafi, footballeur saoudien.
  - Océane Hurtré, footballeuse française.
- 2005 :
  - Asen Mitkov, footballeur bulgare.

## Décès

### XXesièclede1901à1950
- 1908 :
  - Dickie Garrett, 42 ou 43 ans, joueur de rugby à XV gallois. (8 sélections en équipe nationale). (° ? 1865).
- 1927 :
  - Francis Lane, 52 ans, athlète de sprint américain. Médaillé de bronze du 100m aux Jeux d'Athènes 1896. (° 23 septembre 1874).
- 1937 :
  - Hugo Meisl, 55 ans, footballeur, entraîneur, arbitre puis dirigeant sportif allemand. Sélectionneur de l'équipe d'Autriche de 1912 à 1914 et de 1919 à 1937 médaillée d'argent aux Jeux de Berlin 1936. (° 16 novembre 1881).
- 1949 :
  - Ellery Clark, 74 ans, athlète de sauts américain. Champion olympique du saut en hauteur et du saut en longueur aux Jeux d'Athènes 1896. (° 13 mars 1874).

### XXesièclede1951à2000
- 1953 :
  - Philippe Bonnardel, 53 ans, footballeur français. (23 sélections en équipe de France). (° 28 juillet 1899).
- 1989 :
  - Lefty Gomez, 80 ans, joueur de baseball américain. (° 26 novembre 1908).
- 1990 :
  - Hap Day, 88 ans, hockeyeur sur glace puis entraîneur et dirigeant sportif canadien. (° 1er juin 1901).

### XXIesiècle
- 2005 :
  - Omar Sivori, 69 ans, footballeur puis entraîneur argentin puis italien. (19 sélections en équipe d'Argentine et 9 en équipe d'Italie). (° 2 octobre 1935).
  - César Marcelak, 92 ans, cycliste sur route polonais puis français. (° 5 janvier 1913).
- 2022 :
  - Jürgen Lässig, 78 ans, pilote de courses automobile allemand. (° 25 février 2022).
  - Mauri, 87 ans, footballeur espagnol. (5 sélections en équipe nationale). (° 26 juillet 1934).